# Пшённая каша

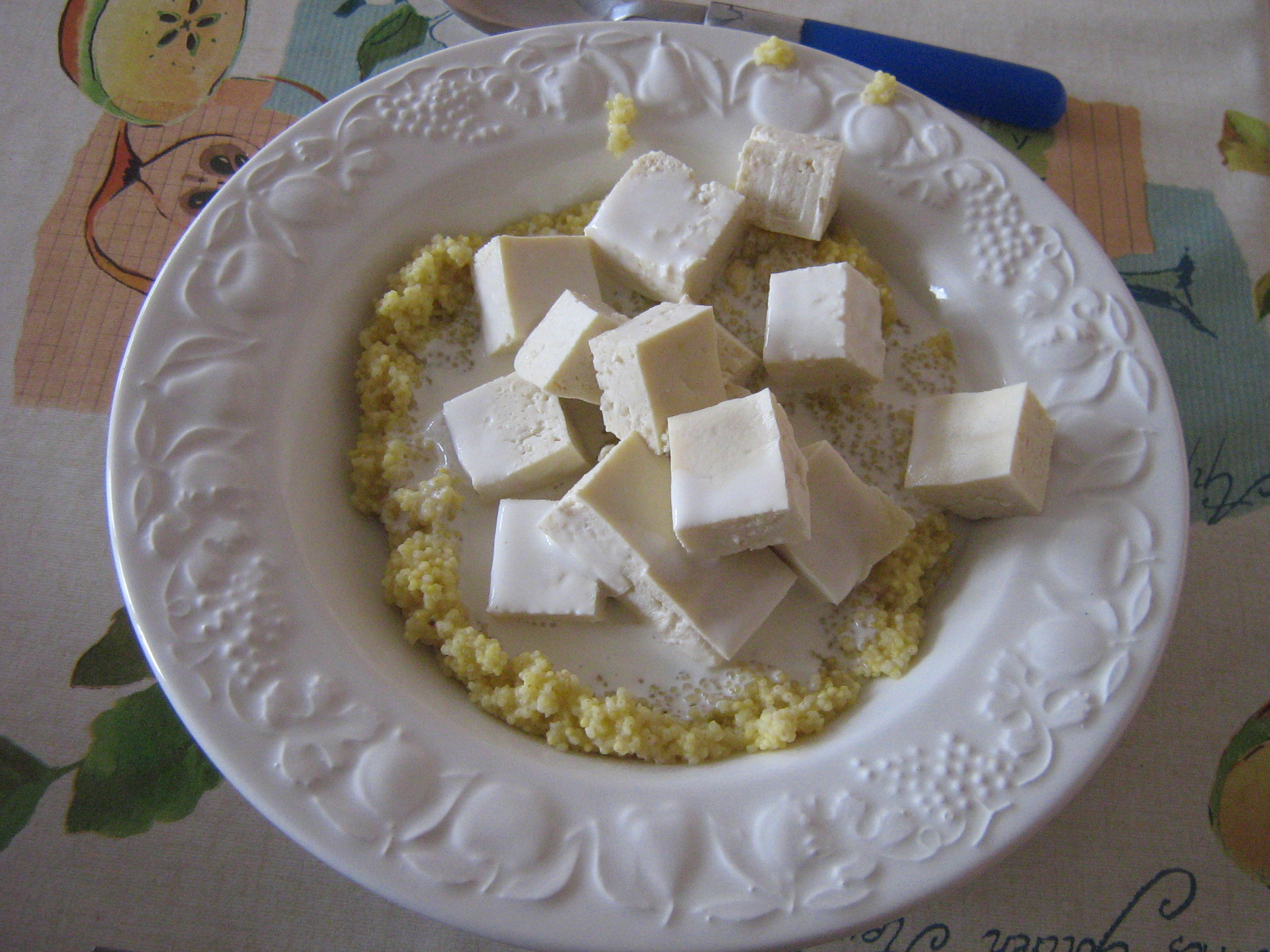
Пшённая каша с сыром

Пшённая ка́ша (разг. пшёнка) — каша, приготавливаемая из пшённой крупы, получаемой из плодов (зёрен) растений рода Просо (Panicum).
Распространённый продукт питания, обычно готовится путём варки на молоке. Подаётся с маслом, черносливом, тыквой (кулеш), грецкими орехами, морской капустой. В южных районах России была распространена пшённая похлёбка и каша с добавлением сала или растительного масла (особенно во время полевых работ).
Пшённая каша содержит: железо, фтор, магний, марганец, витамин B. Также в пшене содержатся кремний и медь.
| Состав %          | Неочищенное зерно | Просо |
| ----------------- | ----------------- | ----- |
| Воды              | 10,66             | 10,97 |
| Азотистых веществ | 9,29              | 10,82 |
| Жиров             | 3,50              | 5,46  |
| Сахара            | 1,33              | 1,19  |
| Декстрина         | 3,51              | 7,16  |
| Крахмала          | 61,09             | 59,40 |
| Клейковины        | 7,29              | 2,64  |